# Masunga
Masunga – wieś w Botswanie w dystrykcie North East. Według spisu ludności z 2011 roku wieś liczyła 5666 mieszkańców.